# Brad Lyons
Brad Lyons (Ballymoney, 26 de mayo de 1997) es un futbolista británico que juega en la demarcación de centrocampista para el Kilmarnock F. C. de la Scottish Premiership.

## Selección nacional
Hizo su debut con la selección de fútbol de Irlanda del Norte el 17 de octubre de 2023 en un partido de clasificación para la Eurocopa 2024 contra Eslovenia que finalizó con un resultado de 0-1 a favor del combinado esloveno tras el Adam Čerin.

## Clubes
| Club                      | País              | Año       | Partidos | Goles |
| ------------------------- | ----------------- | --------- | -------- | ----- |
| Coleraine F. C.           | Irlanda del Norte | 2014-2018 | 113      | 19    |
| St. Mirren F. C. (cedido) | Escocia           | 2019      | 17       | 1     |
| Blackburn Rovers F. C.    | Inglaterra        | 2020      | 0        | 0     |
| Morecambe F. C. (cedido)  | Inglaterra        | 2021      | 15       | 1     |
| Kilmarnock F. C. II       | Escocia           | 2022      | 2        | 0     |
| Kilmarnock F. C.          | Escocia           | 2021-     | 120      | 5     |